# Una vita inutile
Una vita inutile è una canzone scritta da Gian Franco Reverberi e Luigi Tenco,  il brano fu pubblicato per la Dischi Ricordi  l'8 maggio 1961 come Lato A nel 45 giri Una vita inutile/Ti ricorderai. Il brano fu inserito nell'LP Se stasera sono qui (1967).

## Storia e significato
se non farai di te quel che vuoi:

mi disse un uomo, guardando il mare»
(Luigi Tenco)
Nel 1960 Tenco aveva inciso Quando, il suo primo brano degno del suo talento; l'anno successivo con Una vita inutile, Il mio regno, I miei giorni perduti, In qualche parte del mondo inizia la produzione di brani impegnati del cantautore, che affrontavano tematiche di impegno sociale.
Una vita inutile è una parabola esistenzialista di un giovane che mostra scetticismo nei confronti dell’ottimismo del boom economico.
La canzone contiene una critica alla società borghese, in cui per diventare qualcuno  bisogna essere ciò che gli altri vogliono che tu sia e non quello che sei veramente.

## Altre versioni
- 2010, Tiziana Ghiglioni nel suo album Non sono io. (Musiche di Luigi Tenco).
- 2015, Gruppo Poetico Musicale IUBAL
- 2020, Ginevra Di Marco nell'album Quello che conta - Ginevra canta Luigi Tenco